# François Clément Sauvage
François Clément Sauvage (Sedán, 4 de abril de 1814, París 11 de noviembre de 1872) fue un ingeniero de minas, geólogo, empresario y político francés del siglo XIX. 
Tras una carrera de ingeniera geológica, participó en las obras del ferrocarril de Metz a Sarrebrück. Ocupó sucesivamente las funciones de ingeniero, administrador, y finalmente de director de los Caminos de Hierro del Este. 
Fue elegido diputado por la circunscripción de Sena en 1871, comendador de la Legión de Honor y uno de los 72 sabios cuyo nombre está inscrito en la Torre Eiffel.

## Trabajo como geólogo

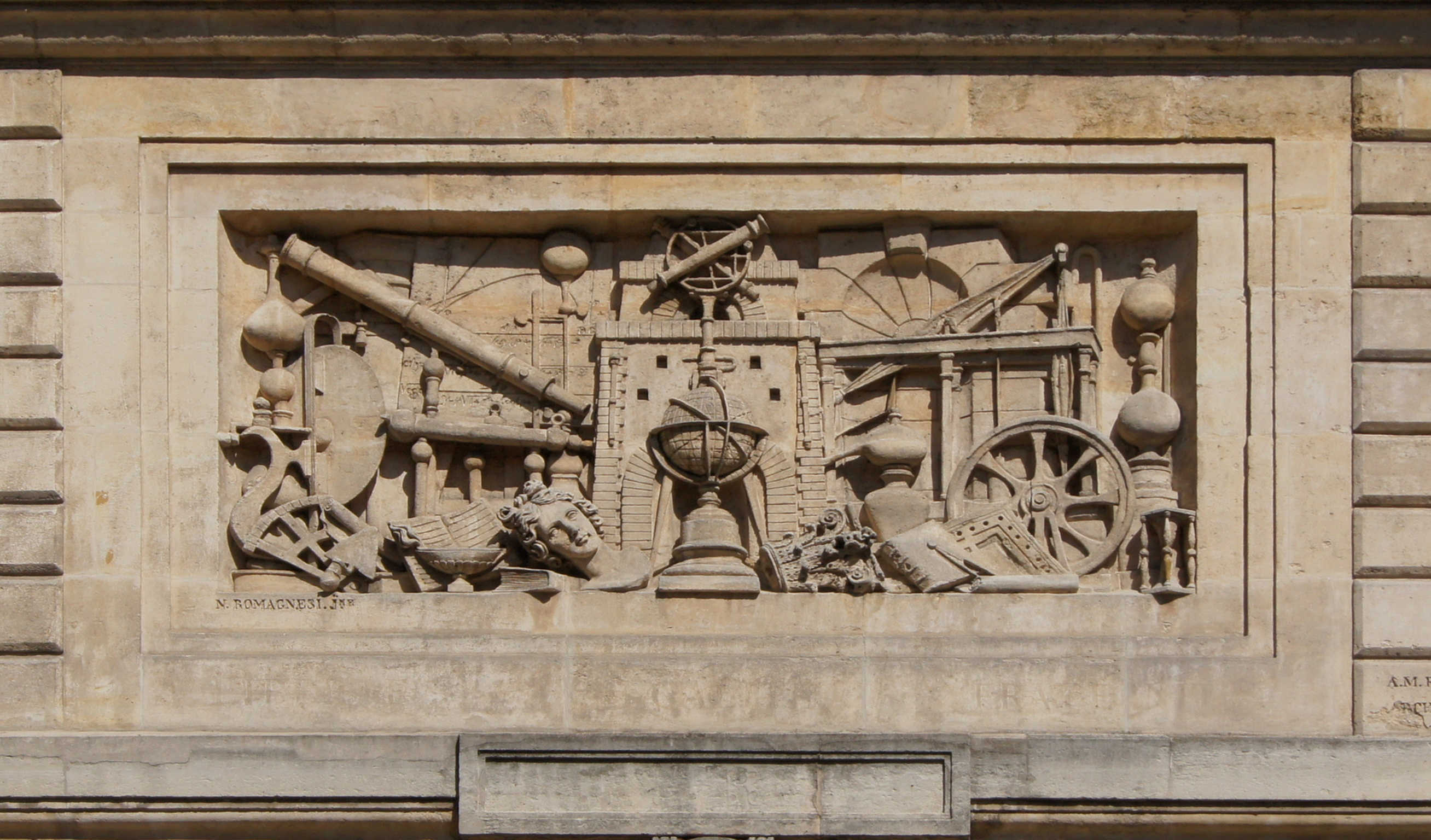
Bajorrelieve de la Escuela polytechnique

François-Clément ingresó en la Escuela polytechnique a la edad de diecisiete años y se graduó en 1833 como primero de su promoción. Ello le permitió acceder al cuerpo de minas y seguir su formación a cargo de Pierre Berthier. Nombrado ingeniero de minas, fue enviado como deseaba a Mézières a levantar el mapa geológico de la región de las Ardenas. Prospectó el terreno y publicó las primeras observaciones geológicas de la zona. 
Sus investigaciones sobre la metalurgia, la minéralogía y la química le hicieron destacar pronto en el mundo científico. Fue un espíritu curioso, analítico y pragmático, plenamente inscrito en esta época de progreso del siglo XIX.
La metalurgia del hierro le interesó por su importancia económica, como él mismo destacó en las primeras líneas de sus memorias: «Desde hace un tiempo, cuando todos los espíritus están enfocados hacia el desarrollo industrial, importa señalar a los maestros forjadores las conquistas que cada día la ciencia y el método hacen sobre la ciega rutina, que durante mucho tiempo ha guiado a la mayoría de ellos. » 
Multiplicó así las publicaciones sobre las técnicas metalúrgicas y sobre todo sobre la obtención del carbón vegetal en los departamentos de las Ardenas y del Mosa, sobre la sustitución de este en los altos hornos y sobre la industria del hierro en las Ardenas, sin olvidar el lado práctico y comercial en sus diferentes análisis. 
En la misma época, con la colaboración de Nicolas-Armand Buvignier, levantó los mapas geológicos del Marne y de las Ardenas. Publicó esta última descripción geológica, ampliamente anotada, en 1842, en la Estadística del departamento de Ardenas. En 1850, publicó el mapa geológico del departamento de Marne, con una destacada ilustración de su perfil geológico.
En 1838 y en 1842, Clément Sauvage fue encargado de realizar exploraciones científicas en España, en las minas de carbón de Asturias y las minas metalíferas de Cartagena.
Enviado a Grecia en 1845 para estudiar la cuestión de la sequía del Lago Copaide, midió el volumen de los ríos y de los torrentes que desembocan al lago, describió los trabajos a ejecutar, calculó las dimensiones de los canales y de las galerías a perforar, definió el trazado de las vías de comunicación y evaluó el coste de tales trabajos. Parte de sus propuestas fueron la ampliación y el dragado del Estrecho de Euripo y el establecimiento de un puente móvil sobre el estrecho, así como la construcción de una carretera entre Chalcis y Tebas. Viajó en esta región a los confines de Europa, lo que le permitió publicar a su regreso una Descripción geológica de la isla de Milo así como una Descripción geológica de Grecia. Las conclusiones de su exploración en Milo ponen de manifiesto la contribución de las erupciones volcánicas a la formación de esta isla y las analogías que presenta con los alrededores de Nápoles. En sus publicaciones dedicadas a Grecia, demuestra que las cortezas calcáreas ya señaladas en Morea también se encuentran en el Ática, Béocia y la isla de Eubea. Según los fósiles analizados, llega a concluir que estas rocas calcáreas y los mármoles cristalinos que proporcionaron la materia prima para las primeras obras de arquitectura, datan probablemente del periodo cretáceo.

## Ingeniero y administrador de ferrocarril

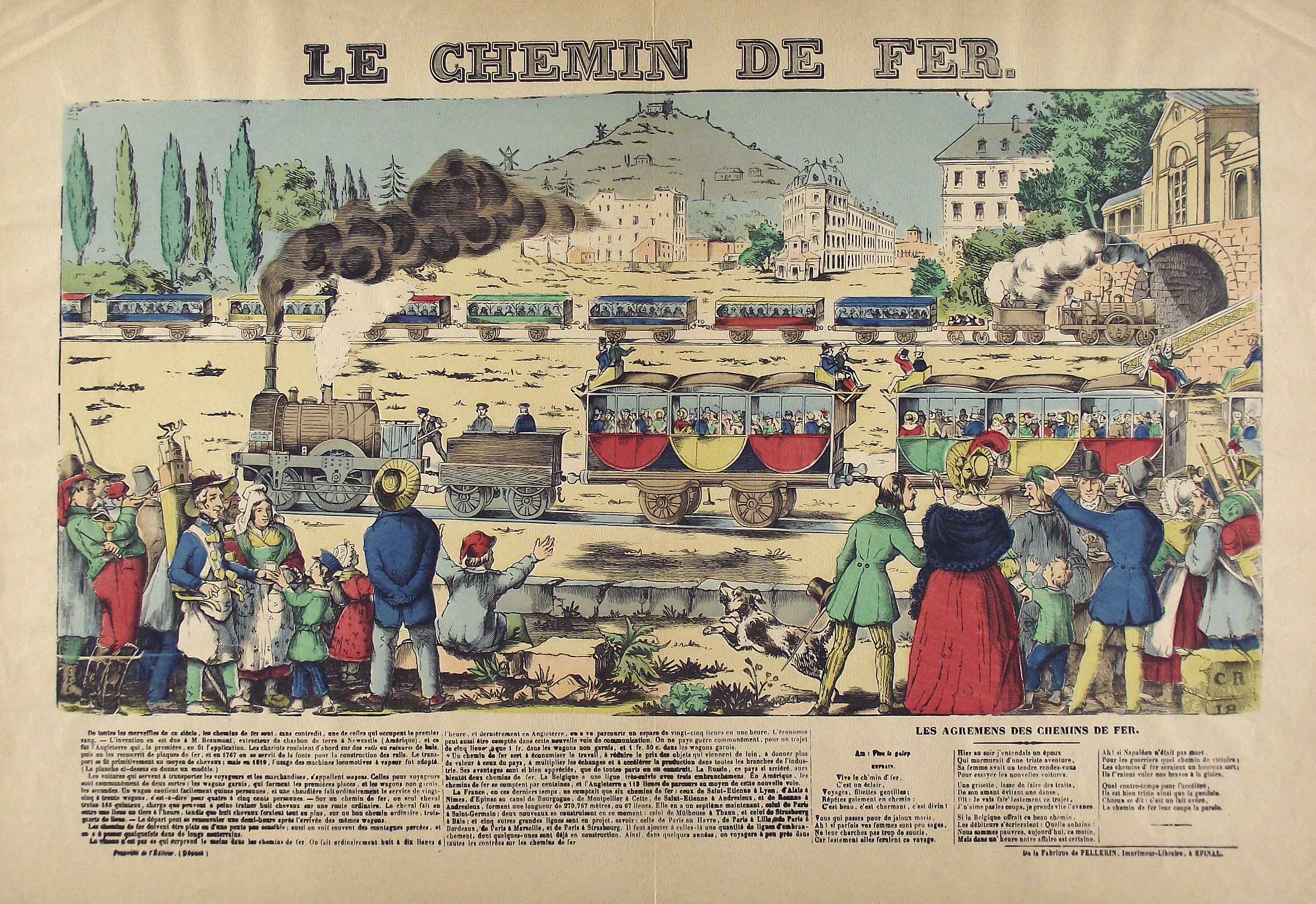
Anuncio ferroviario de 1840

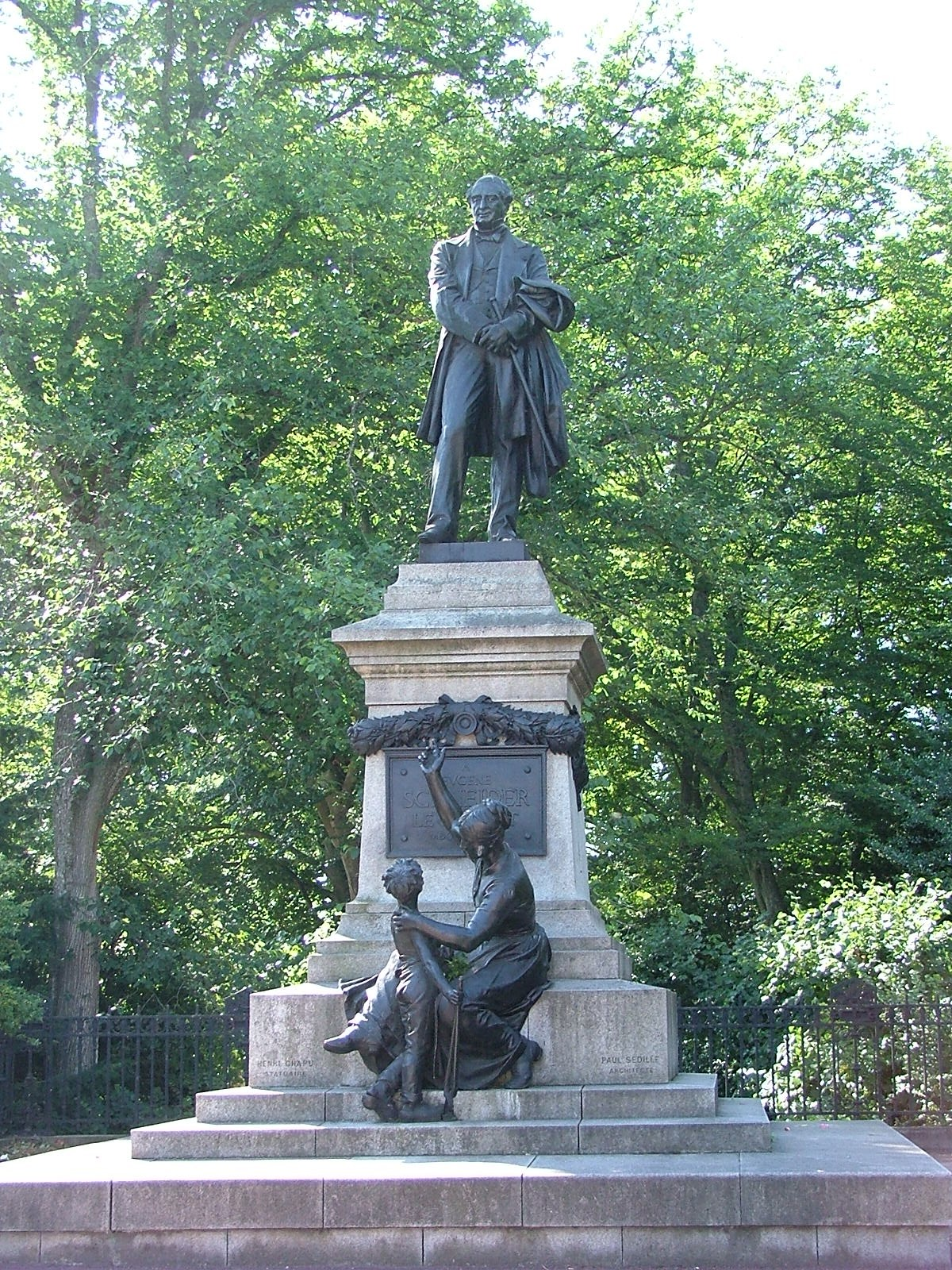
Estatua de Eugène Schneider, patrón de Creusot

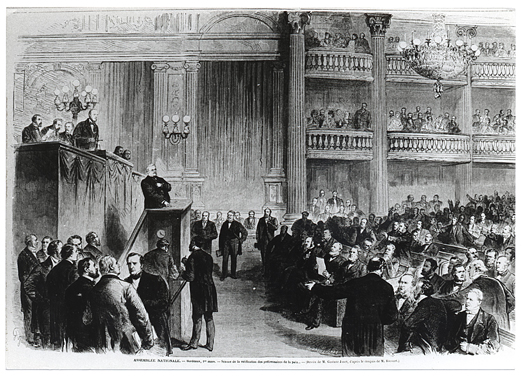
Asamblea nacional en Burdeos en marzo de 1871

En 1846, solicitó la excedencia indefinida del cuerpo de minas para entrar como ingeniero al servicio de la Compañía de los Caminos de Hierro del Este. Los ferrocarriles eran en aquel entonces el gran foco del espíritu práctico y del progreso científico que Sauvage admiraba. Sauvage participó en la construcción de un tramo de ferrocarril de Frouard, al norte de Nancy, hasta la frontera antes de 1871. 
En 1848, el ejecutivo provisional de la joven Segunda República lo nombró comisario extraordinario en Creusot debido a la conflictividad social de la villa. Viajó rápidamente a la ciudad obrera, que era un terreno social nuevo para él, y donde era un perfecto desconocido para todas las partes en conflicto.
Los obreros de Creusot se habían puesto en huelga el 13 de marzo de 1848, exigiendo una reducción de la jornada laboral y un aumento de los salarios, aunque el derecho de huelga no estaba todavía reconocido. Eugène Schneider, patrón del Grupo Schneider y fundador de Creusot, estaba atónito. El 16 de marzo, Sauvage empezó a negociar y gracias a la influencia que logró sobre los delegados de los empleados y a concesiones sobre los salarios, los obreros volvieron al trabajo al día siguiente, el 17 de marzo de 1848.
El 3 de abril, a pesar de su excedencia del cuerpo de las minas, fue promovido a ingeniero ordinario de primera clase.
Al día siguiente, el 4 de abril, le fue confiada la administración del ferrocarril de Orleans, donde intervino para resolver una situación delicada. Habían surgido graves discrepancias entre las diversas categorías de agentes de la Compañía de Orleans y la Administración de esta Compañía, exacerbadas por el contexto político. Los agentes reclamaban aumentos de salario significativos y el derecho de escoger sus jefes. Las concesiones hechas por la dirección de la Compañía a algunas categorías de agentes habían aumentado el desorden a la llegada de Sauvage. Cuatro meses después de su llegada al puesto, el orden estaba restablecido y todos los servicios habían sido reorganizados. 
Como consecuencia de estas dos intervenciones, Clément Sauvage fue nombrado Ingeniero en jefe de Minas de segunda clase a los 34 años, a pesar de ser ingeniero ordinario de primera clase desde hacía solo unos meses. Regresó, el 25 de agosto de 1848, como ingeniero en jefe de material, a la Compañía de los Caminos de hierro de París a Lyon y al Mediterráneo, que el Estado había retomado, y posteriormente a la Compañía de los Caminos de Hierro del Este en el mismo puesto.
En 1856, participó en el estudio de la construcción de los ferrocarriles rusos, en una cooperación internacional que unía a Francia, Inglaterra, Países Bajos y Rusia. Pero, como consecuencia de dificultades en la financiación y de reticencias de una parte de la administración rusa, este proyecto no se llevó a cabo más que muy parcialmente. 
El 1 de marzo de 1861 fue nombrado director de la Compañía de los Caminos de Hierro del Este. Bajo su gestión, en la década que siguió se construyeron 800 kilómetros de vías nuevas con costes bajos para lo que era habitual en el sector. La compañía vivió entonces una época de prosperidad. 
El 11 de junio de 1863, la Compañía del Este, absorbió la Compañía de los Caminos de Hierro de las Ardenas. Sauvage se implicó así nuevamente en el desarrollo económico de su región natal. El 29 de septiembre de 1868, le fue concedido el rango de comendador de la Legión de Honor.
Durante la guerra franco-prusiana de 1870-1871, cooperó con la administración civil, sobre todo durante el sitio de París, como parte de la comisión encargada de organizar los acopios en la capital.
A pesar de su falta de participación en el cuerpo de minas desde hacía veintidós años por su implicación en el mundo empresarial, fue nombrado ingeniero de primera clase por decreto del 26 de enero de 1871.

## Política
Con el final del Segundo Imperio y la proclamación de la Tercera República, entró en la vida política francesa. 
Fue elegido diputado a la Asamblea Nacional de Francia por la circunscripción de Sena, con una mayoría de 102.690 votos, en las elecciones del 8 de febrero de 1871. Se unió al grupo parlamentario de centro izquierda. Se abstuvo durante el voto del Tratado de Versalles y se declaró partidario de la República conservadora y del ejecutivo de Thiers, al que apoyó hasta su muerte.